# Narrador

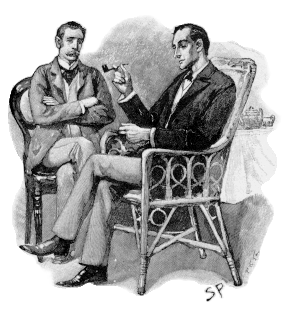
Dr. Watson é o narrador das histórias policiais de Sherlock Holmes (direita), da obra de sir Arthur Conan Doyle. Desenho de Sidney Paget

O narrador é a entidade que conta uma história. É uma das três pessoas em uma história, sendo os outros o autor e o leitor/espectador. O leitor e o autor habitam o mundo real. É a função do autor criar um mundo alternativo, com personagens e cenários e eventos que formem a história. A função do leitor é entender e interpretar a história. Já o narrador existe no mundo da história (e apenas nele) e aparece de uma forma que o leitor possa compreendê-lo.
O conceito de narrador irreal (em oposição ao autor) se tornou mais importante com o surgimento da novela no século XIX. Até então, o exercício acadêmico de teoria literária investigava apenas a poesia (incluindo poemas épicos como a Ilíada e dramas poéticos como os de Shakespeare). A maioria dos poemas não têm um narrador distinto do autor, mas as novelas, com seus mundos imersos na ficção, criaram um problema, especialmente quando o ponto de vista do narrador difere significativamente do ponto de vista do autor.
Uma boa história deve ter um narrador bem definido e consciente.[carece de fontes?] Para este fim há diversas regras que governam o narrador. Esta entidade, com atribuições e limitação, não pode comunicar nada que não conheça, ou seja, só pode contar a história a partir do que vê. A isso se chama foco narrativo.

## Foco narrativo
O narrador de qualquer obra tem certas características e limitações que definem como o autor vai contar a história. É importante notar que o narrador só pode contar as coisas que experimentou, os cheiros que sentiu, as paisagens que viu ou histórias que ouviu.
- Omnisciente: um narrador que tudo sabe e tudo vê. Normalmente usado na literatura pela facilidade de narrar os sentimentos e pensamentos das personagens. Conta a história em 3ª pessoa, às vezes, permite certas intromissões narrando em 1ª pessoa. Ele conhece tudo sobre os personagens e sobre o enredo, sabe o que passa no íntimo das personagens, conhece as suas emoções e pensamentos.

Ele é capaz de revelar suas vozes interiores, seu fluxo de consciência, em 1ª pessoa. Quando isso acontece o narrador faz uso do discurso indireto livre, não se sabe quando e o narrador ou o personagem que esta falando ou pensando. Assim o enredo se torna plenamente conhecido, os antecedentes das ações, suas entrelinhas, seus pressupostos, seu futuro e suas conseqüências.
Além disso o narrador pode ser seletivo, quando goza da onisciência apenas em relação a uma personagem, e intruso, quando não se limita a narrar, como também comenta a história e aspectos inerentes a ela.
- Personagem: um narrador-personagem que tudo sabe a seu respeito, mas não em relação às personagens que o cercam nem pode ver o contexto com tanta clareza. Pode narrar uma história em que é protagonista (Memórias Póstumas de Brás Cubas) ou não, como o Blau Nunes de Lendas do Sul. Conta na 1ª pessoa a história da qual participa também como personagem. Além de contar a história em primeira pessoa, faz parte dela, sendo por isso chamado de personagem. É marcado por características subjetivas, opiniões em relação aos fatos ocorridos, sendo assim uma narrativa parcial, já que não se pode enxergar nenhum outro ângulo de visão. A narrativa é dotada de características emocionais daquele que narra. Esse tipo de personagem tem visão limitada dos fatos, de modo que isso pode causar um clima de suspense na narrativa. O leitor vai fazendo suas descobertas ao longo da história junto com a personagem.

Ele tem uma relação íntima com os outros elementos da narrativa. Sua maneira de contar é fortemente marcada por características subjectivas, emocionais. Essa proximidade com o mundo narrado revela fatos e situações que um narrador de fora não poderia conhecer ao mesmo tempo essa mesma proximidade faz com que a narrativa seja parcial, impregnada pelo ponto de vista do narrador.
- Observador: Também chamado de narrador-câmera ou narrador testemunha. Limita-se a contar uma história sem entrar no "cérebro" ou "coração" das personagens. Conta a história do lado de fora, na 3ª pessoa, sem participar das ações. Ele conhece todos os fatos e por não participar deles, narra com certa neutralidade, apresenta os fatos e os personagens com imparcialidade. Não tem conhecimento íntimo dos personagens nem das ações vivenciadas.

## Pessoa do narrador
Além da focalização, é importante notar na pessoa do narrador, seu nível narrativo, quais sejam:
- Heterodiegético: o narrador não é personagem da história (forma mais comum na literatura).

Ainda que seja um narrador intruso como o de As intermitências da morte, de Saramago, ele não é parte dela.
- Homodiegético: o narrador é personagem, mas não protagonista.

O exemplo mais comum é o Dr. Watson narrando as peripécias de Sherlock Holmes ou, trazendo para o Brasil, o já citado Blau Nunes de Contos Gauchescos e Lendas do Sul.
- Autodiegético: o Narrador é personagem principal da história e relata na primeira pessoa, as suas experiências pessoais.

As narrativas de carácter autobiográfico são autodiegéticas por excelência, embora esse tipo de narrador seja amplamente usado na ficção. Exemplo de narrador autodiegético pode ser encontrado na obra "Beira-Mar", do escritor Pedro Nava.